# 601
Năm 601 trong lịch Julius.